# Natzwiller
Natzwiller je občina v departmaju Bas-Rhin francoske regije Alzacija.
Leta 1990 je v občini živelo 634 oseb oz. 87 oseb/km².